# オレフォス・グラスブリュック

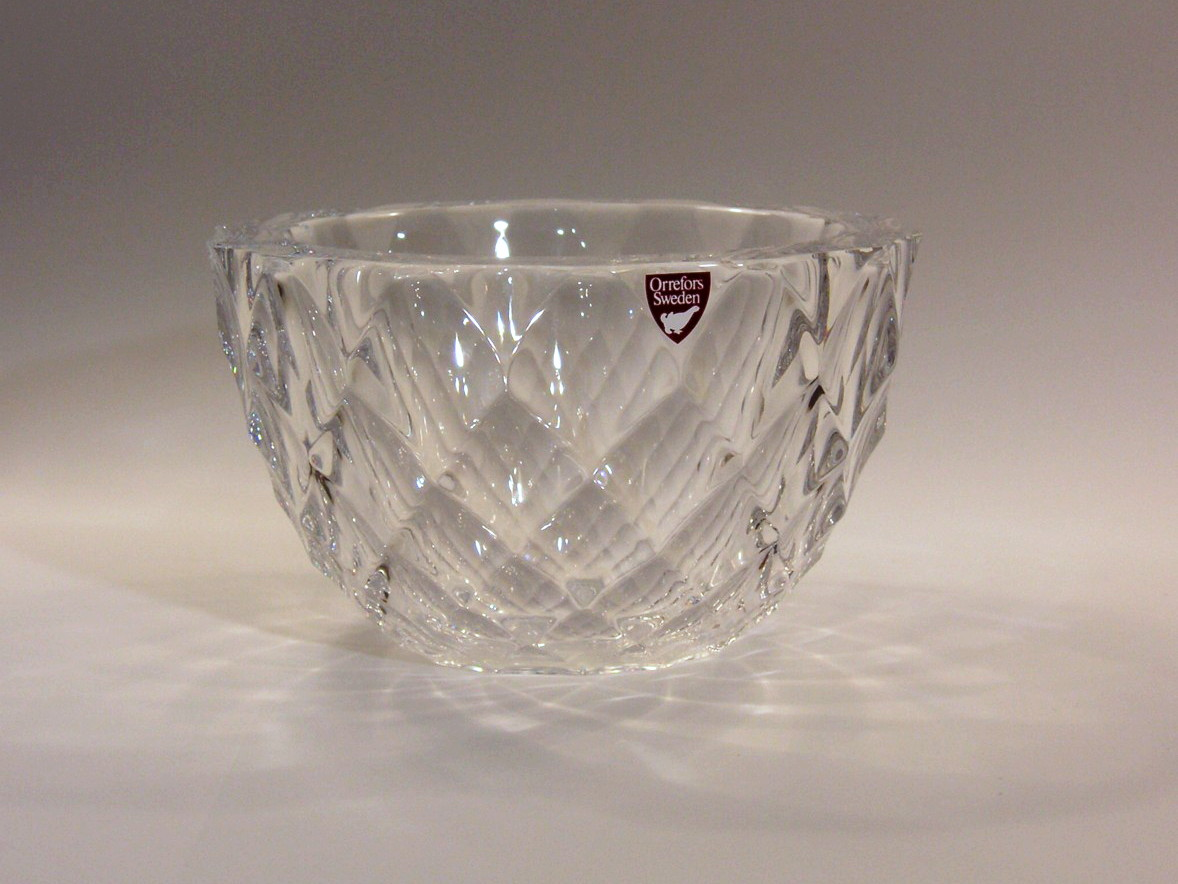
オレフォスのクリスタルガラス

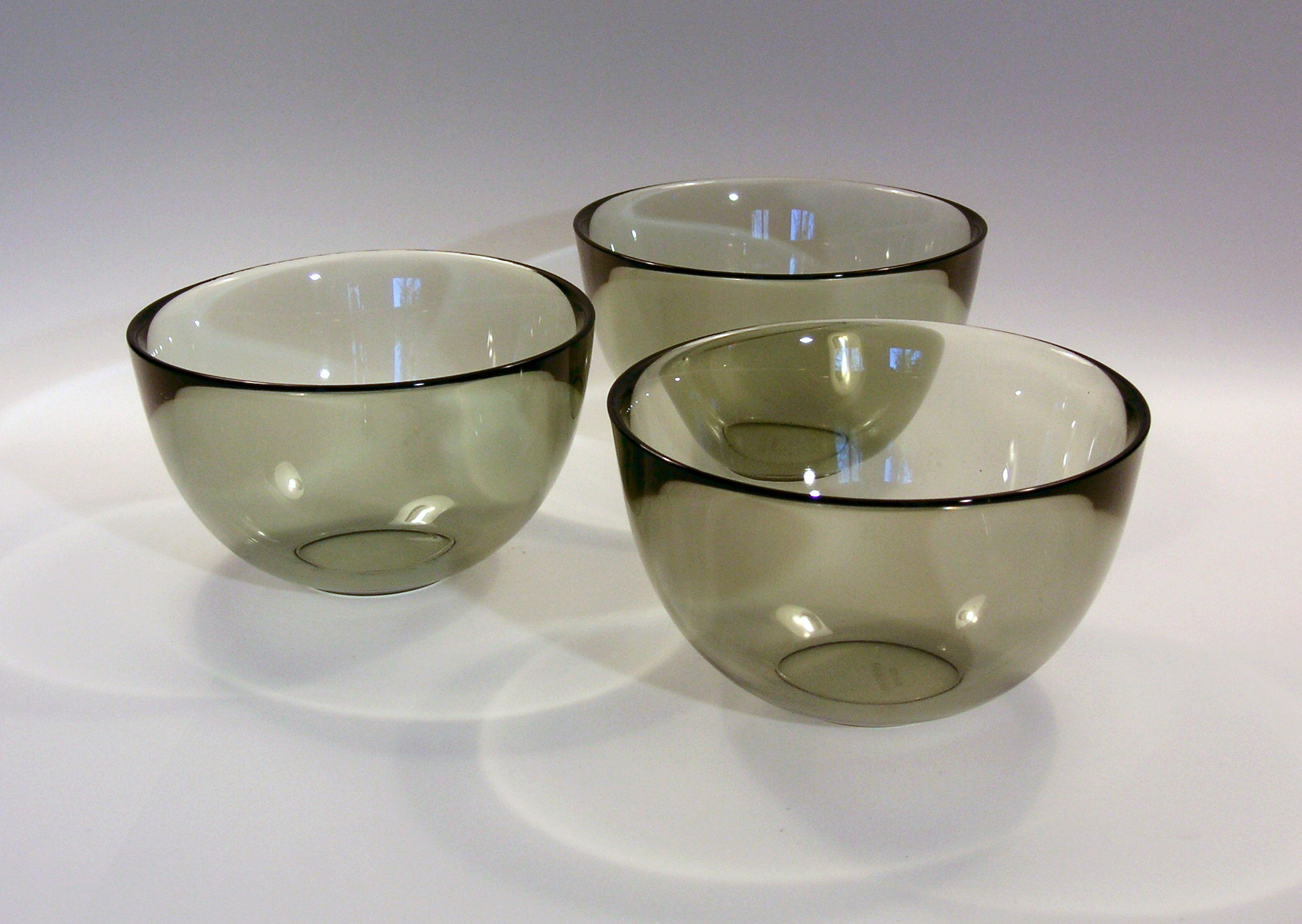
オレフォス、スヴェン・パルムクヴィストの"Fuga"

オレフォス・グラスブリュック（Orrefors Glasbruk、オレフォス・ガラス工場）は、スウェーデン・スモーランド地方のオレフォス村にあるガラス工場である。
会社設立は1898年。元々は窓ガラスやジャム容器のような実用的なものを作成していたが、1913年に会社の所有者が変わり、1916年までにはより芸術的な方向へと転換を試みるようになった。ガラス装飾とデザインのため、サイモン・ゲイトとエドヴァルド・ハルドの2人のスウェーデン人画家が雇われたが、2人ともガラスを扱った経験はなかった。後にヴィッケ・リンドストランドやエドヴィン・エーストロムといった他の芸術家も加わった。彼らはそれぞれ独自の芸術スタイルを持っていたが、共同でいくつかのユニークな特徴や新機軸を生み出した。その1つの例が、グラール（Graal）グラスである。色のついた浮彫り装飾が、無色透明でなめらかな表面を持つクリスタルの層に包まれている。
1936年には、ガラスの壁の内部に空気を閉じ込めるエアリアル（Ariel）と呼ばれる技法が考案された。その名前はシェイクスピアの演劇『テンペスト』に由来する。彼ら作品は、フランス人芸術家エミール・ガレのアール・ヌーヴォー作品に大きな影響を与えた。彼らのデザインは、凍った液体を連想させる、特徴的で鮮明な光り輝くクリスタルの線を使う。彼らの作品は、1925年のパリ万国博覧会で多くの観客に称賛された。
そのガラス工場は、両大戦間の時代、先導的な生産者となった。近年はシャンデリア作成でも知れるようになったが、いくつかの古いデザインの製品は今なお生産されている。